# Gnat (Lied)
Gnat (englisch für „Mücke“) ist ein Lied des US-amerikanischen Rappers Eminem. Es erschien am 18. Dezember 2020 auf seinem Album Music to Be Murdered By – Side B.

## Inhalt
Im Lied rappt Eminem unter anderem über die COVID-19-Pandemie, die Präsidentschaft Donald Trumps und seine frühere Drogenabhängigkeit. Er preist seine eigenen Fähigkeiten und vergleicht seinen Rap mit dem Coronavirus, das sich über alle Menschen ausbreitet. Dabei verwendet er zahlreiche Wortspiele, Vergleiche, Hyperbeln und Metaphern.

“They say these bars are like COVID (Bars are like COVID, what?)

You get ’em right off the bat (You get ’em right off the bat, yeah)

Infected with SARS and Corona (Infected with SARS and Corona)

Like you took a bite off of that (You took a bite off of that, damn)”

## Produktion
Gnat wurde von dem US-amerikanischen Musikproduzenten D.A. Got That Dope produziert. Als Autoren fungierten Eminem, D.A. Got That Dope, Kevin Mars, Daniel Levin, Ezemdi Chikwendu und Anders Olofsson.

## Musikvideo
Bei dem zu Gnat gedrehten Musikvideo führte der US-amerikanische Regisseur Cole Bennett (Lyrical Lemonade), der schon Eminems vorheriges Video zu Godzilla drehte, Regie. Es feierte am 18. Dezember 2020 auf YouTube Premiere und verzeichnet über 60 Millionen Aufrufe (Stand August 2021).
Im Video rappt Eminem in einem gelben Schutzanzug, während Fledermäuse um ihn herumfliegen. Kurz darauf ist er – offensichtlich an COVID-19 erkrankt – zuhause in einem Patientenhemd zu sehen, während er an einer Infusion hängt und sich selbst im Fernsehen sieht. Eine weitere Szene zeigt eine Frau, die ein T-Shirt mit Eminems Gesicht darauf bügelt. Schließlich nimmt er Hydroxychloroquin-Tabletten und läuft mit einer FFP-Maske durch die Straßen, wo er von einem Passanten angeschossen wird und in einem dunklen Gang wieder zu sich kommt. Am Ende des Videos greift er sich eine Fledermaus aus der Luft und beißt ihr den Kopf ab.

## Rezeption

### Chartplatzierungen
Obwohl Gnat nicht als offizielle Single erschien, erreichte der Song aufgrund von Streaming und Downloads Platz 65 der britischen Charts und Rang 60 der US-amerikanischen Charts.
| ChartsChartplatzierungen       | Höchstplatzierung | Wochen |
| ------------------------------ | ----------------- | ------ |
| Vereinigte Staaten (Billboard) | 60 (1 Wo.)        | 1      |
| Vereinigtes Königreich (OCC)   | 65 (2 Wo.)        | 2      |

### Auszeichnungen für Musikverkäufe
| Land/Region       | Auszeichnungen für Musikverkäufe (Land/Region, Auszeichnung, Verkäufe) | Verkäufe |
| ----------------- | ---------------------------------------------------------------------- | -------- |
| Australien (ARIA) | Gold                                                                   | 35.000   |
| Insgesamt         | 1× Gold ·                                                              | 35.000   |

Hauptartikel: Eminem/Auszeichnungen für Musikverkäufe